# Sottoprefetture del Giappone
Alcune prefetture del Giappone sono oggi, o erano un tempo, divise in sottoprefetture, giurisdizioni circostanti un ufficio locale (支庁?, shichō) del governo della prefettura. Normalmente una sottoprefettura copre fino ad una dozzina di città e/o villaggi e il loro scopo è di fornire i servizi della prefettura in aree remote. Di solito non sono utilizzate negli indirizzi postali.

## Sottoprefetture esistenti
- Hokkaidō, la più ampia prefettura giapponese, è divisa in quattordici sottoprefetture, formate nel 1897. Esse non comprendevano le città più grandi, come Sapporo e Hakodate, fino al 1922.
- Kagoshima ha due sottoprefetture, Ōshima e Kumage, collocate rispettivamente in Amami e Nishinoomote. Comprendono le isole tra Kagoshima e Okinawa.
- Tokyo comprende quattro sottoprefetture per i residenti di alcune isole comprese nell'Area metropolitana: Hachijō, Miyake, Ogasawara e Ōshima.
- Shimane comprende una sottoprefettura che comprende le isole Oki. Si tratta dell'amministrazione giapponese più vicina alle Rocce di Liancourt, un piccolo gruppo di isole governato dalla Corea del Sud, ma rivendicato dal Giappone.
- Yamagata è divisa in quattro sottoprefetture, ognuna delle quali in una delle sue principali aree urbane (Yamagata, Shinjō, Yonezawa e Shōnai).

## Sottoprefetture storiche
- Hyōgo, un'altra prefettura geograficamente grande, fu divisa in dieci sottoprefetture, oggi note come uffici per il cittadino (県民局?, kenmin-kyoku).
- Chiba fu divisa in cinque sottoprefetture fino al 2003, quando  le sezioni furono rinominati uffici per il cittadino (県民センター?, kenmin-sentā).
- Nagasaki aveva tre sottoprefetture per le isole di Tsushima, Iki e Gotō.
- Okinawa aveva due sottoprefetture, Miyako e Yaeyama, rispettivamente sulle isole di Miyakojima e Ishigaki.

Inoltre, nel 1907 venne istituita la prefettura di Karafuto per amministrare Sachalin. Karafuto fu divisa in quattro sottoprefetture: Toyohara (poi diventata Južno-Sachalinsk), Maoka (poi diventata Cholmsk), Esutoru (poi diventata Uglegorsk) e Shikuka (poi divenuta Makarov).
Alcune isole attribuite al Giappone dal trattato di Versailles furono poste sotto la direzione della prefettura del Pacifico Meridionale (南洋庁?, Nan'yōchō) dal 1922 al 1945. Questa venne divisa in sei sottoprefetture, le isole di Saipan, Yap, Palau, Truk, Pohnpei and Jaluit. Nel novembre 1943, le sei sottoprefetture furono riaccorpate in "orientale," "occidentale" e "settentrionale", in vigore fino alla resa del Giappone.